# Amnesty International
Amnesty International (von englisch amnesty, Begnadigung, Straferlass, Amnestie) ist eine Internationale Nichtregierungsorganisation und Non-Profit-Organisation, die sich weltweit für Menschenrechte einsetzt. Grundlage ihrer Arbeit sind die Allgemeine Erklärung der Menschenrechte und andere Menschenrechtsdokumente, wie beispielsweise der Internationale Pakt über bürgerliche und politische Rechte und der Internationale Pakt über wirtschaftliche, soziale und kulturelle Rechte. Die Organisation recherchiert Menschenrechtsverletzungen, betreibt Öffentlichkeits- und Lobbyarbeit und organisiert unter anderem Brief- und Unterschriftenaktionen für alle Bereiche ihrer Tätigkeit. Im Jahr 1977 erhielt Amnesty International den Friedensnobelpreis.

## Gründungsgeschichte

Altes Logo der Organisation

Amnesty International wurde 1961 in London von dem englischen Rechtsanwalt Peter Benenson gegründet. Ihm soll die Idee zur Gründung gekommen sein, als er in der Zeitung zum wiederholten Mal von Folterungen und gewaltsamer Unterdrückung las, mit der Regierungen gegen politisch andersdenkende Menschen vorgingen. In einem 1983 geführten Interview erinnerte sich Benenson, dass der Artikel von zwei portugiesischen Studenten gehandelt habe, die in einem Café in Lissabon auf die Freiheit angestoßen hatten und daraufhin zu siebenjährigen Haftstrafen verurteilt worden waren. Nachträgliche Recherchen ergaben, dass es sich möglicherweise um eine Notiz in The Times vom 19. Dezember 1960 handelte, die allerdings keine Details über die „subversiven Aktivitäten“ der Verurteilten enthielt. Am 28. Mai 1961 veröffentlichte Benenson in der britischen Zeitung The Observer den Artikel The Forgotten Prisoners („Die vergessenen Gefangenen“), in dem er mehrere Fälle nennt, darunter Constantin Noica, Agostinho Neto und József Mindszenty, und die Leser aufrief, sich durch Briefe an die jeweiligen Regierungen für die Freilassung dieser Gefangenen einzusetzen. Er schrieb: „Sie können Ihre Zeitung an jedem beliebigen Tag der Woche aufschlagen und Sie werden in ihr einen Bericht über jemanden finden, der irgendwo in der Welt gefangen genommen, gefoltert oder hingerichtet wird, weil seine Ansichten oder seine Religion seiner Regierung nicht gefallen.“ Die aus diesem Artikel entstandene Aktion Appeal for Amnesty, 1961 gilt als der Anfang von Amnesty International. Zu den Gründungsmitgliedern gehörten Eric Baker und der irische Politiker Seán MacBride, der von 1961 bis 1974 auch Präsident der Organisation war. Auf einem internationalen Treffen in Brügge im September 1962 legte man sich endgültig auf den Namen Amnesty International fest. Von 1974 bis 1979 war der aus Meiningen stammende und in Neuseeland und Großbritannien aufgewachsene und ausgebildete anglikanische Priester und Friedensaktivist Paul Oestreicher, dessen Familie der Nazi-Verfolgung 1938 entkam, Präsident der Organisation.

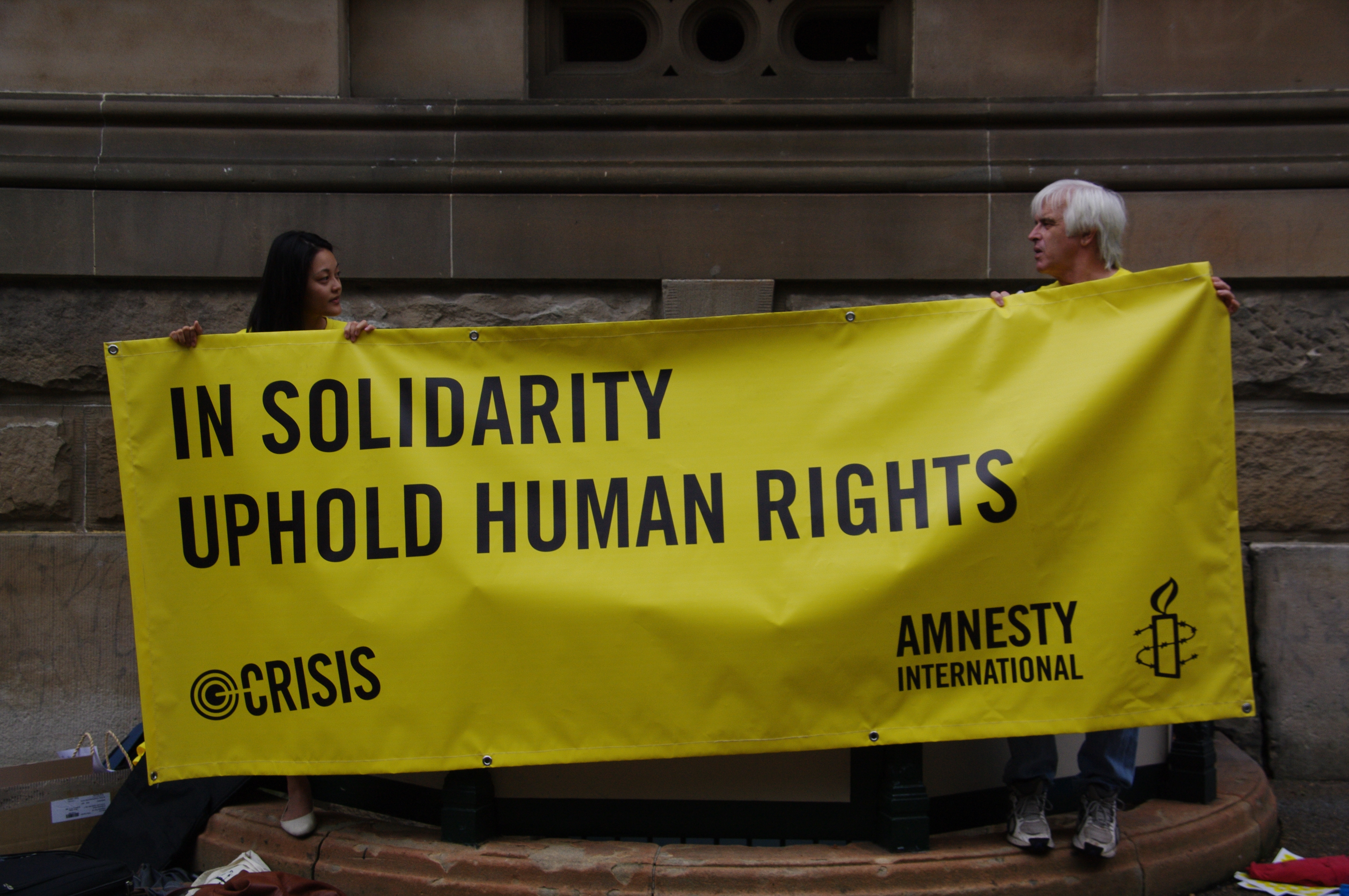
Eine Amnesty International banner im Sydney, Australien, 2011

Obwohl sich Amnesty International als Organisation beschreibt, die für Menschen aller Nationalitäten und Religionen offensteht, kamen die Mitglieder anfangs vor allem aus der englischsprachigen Welt und Westeuropa. Diese Beschränkung ließ sich mit dem Kalten Krieg erklären. Versuche, Amnesty-Gruppen in Osteuropa zu gründen, stießen auf große Schwierigkeiten. Das lag nicht nur an der staatlichen Repression, sondern auch an unterschiedlichen Interessen, die westliche und osteuropäische Menschenrechtsaktivisten verfolgten.
Das Logo ist eine mit Stacheldraht umwickelte Kerze. Es wurde von der englischen Künstlerin Diana Redhouse geschaffen, die sich durch das Sprichwort Es ist besser, eine Kerze anzuzünden, als sich über die Dunkelheit zu beklagen inspirieren ließ.
Die deutsche Sektion hatte bereits in den 1970er Jahren beschlossen, dieses Logo für sich nicht mehr zu verwenden. Stattdessen wurde bis 2008 ein blau-weißes Logo mit Kleinbuchstaben genutzt. In Deutschland, Österreich und der Schweiz wurde bis Mitte 2008 eine heute nicht mehr verwendete Schreibweise mit Kleinbuchstaben und Abkürzungen verwendet: amnesty international, ai oder amnesty. Mitte 2008 wurde international ein neues, einheitliches Layout eingeführt, das die Farben Gelb und Schwarz verwendet. Das Logo enthält den Schriftzug Amnesty International in Großbuchstaben und die mit Stacheldraht umwickelte Kerze.

### Gründung in Deutschland

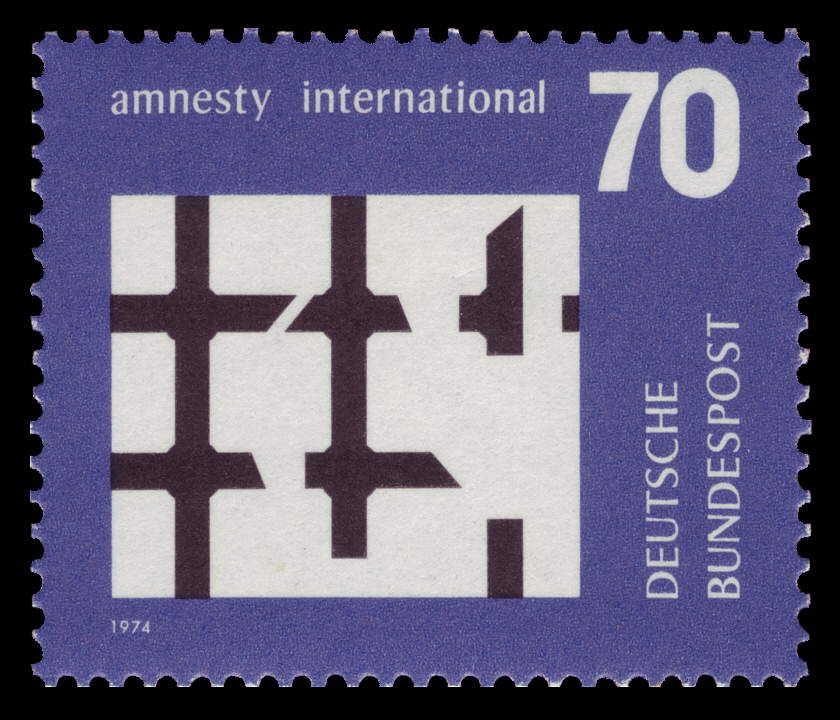
70-Pf-Sondermarke der Deutschen Bundespost (1974) für amnesty international

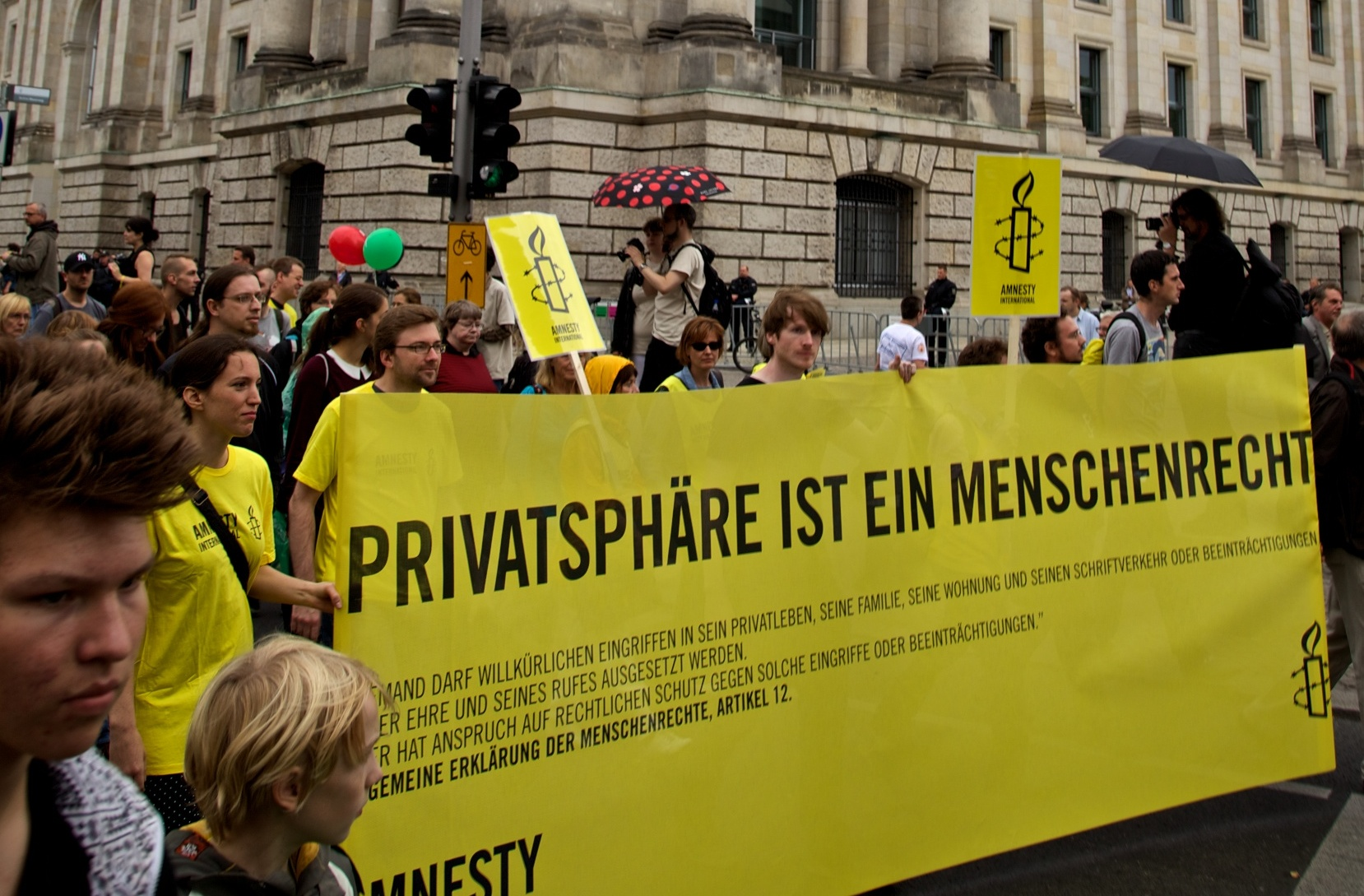
Am 30. August 2014 fand in Berlin die jährliche 'Freiheit statt Angst' Demonstration statt. Protestiert wurde gegen die Totalüberwachung von NSA, GCHQ und BND und für digitale Menschen- und Bürgerrechte sowie für die Freiheit und den Schutz von Whistleblowern.

Die bundesdeutsche Sektion wurde am 28. Juli 1961, zwei Monate nach Gründung der internationalen Organisation, von den Journalisten Gerd Ruge, Carola Stern und Felix Rexhausen und elf weiteren Menschen in Köln gegründet und als erste Sektion anerkannt. Gerd Ruge wurde zum 1. Vorsitzenden, Carola Stern zu seiner Stellvertreterin und Felix Rexhausen zum geschäftsführenden Vorstandsmitglied und Kassenwart gewählt. Das deutsche AI-Büro residierte über Jahrzehnte in der Domstraße im Kölner Agnesviertel, wo Stern damals wohnte. Zunächst nannte sich die Gruppe „Amnestie-Appell e. V.“. Sie setzte sich zum Beispiel für in der DDR inhaftierte politische Gefangene ein. Nach dem Fall der Mauer wurde die Organisation auch in den neuen Bundesländern aktiv, wo sie bis dahin verboten war.

### Gründung in Österreich
Amnesty International Österreich wurde am 4. Mai 1970 gegründet. AI Österreich gehörte am 14. November 2001 zu den ersten 44 Organisationen, die das Österreichische Spendengütesiegel verliehen bekamen. Generalsekretäre waren Heinz Patzelt und Annemarie Schlack. Seit 1. August 2023 sind Shoura Zehetner-Hashemi und Aurélie Tournan Geschäftsführerinnen.

### Gründung in der Schweiz
Offiziell gegründet wurde die Schweizer Sektion 1970. Doch schon 1964 gab es die erste Sektion in Genf, deren Initiator Seán MacBride war, damaliger Generalsekretär und Mitbegründer von Amnesty International. Der erste Mitarbeiter wurde 1976 eingestellt, heute arbeiten 70 Angestellte für Amnesty Schweiz. Zusätzlich engagieren sich 1500 Freiwillige aktiv in mehr als siebzig Lokal- und Themengruppen. Seit 2020 ist Alexandra Karle Geschäftsleiterin, sie folgte auf Manon Schick.

### Mitglied im Europarat
AI ist stimmberechtigtes Mitglied der Konferenz der Internationalen Nicht-Regierungsorganisationen (INGO) im Europarat und setzt sich dort ein z. B. 2019 durch Beschwerden bei Verstößen gegen die Europäische Sozialcharta wie etwa das Übereinkommen des Europarats zur Verhütung und Bekämpfung von Gewalt gegen Frauen und häuslicher Gewalt.

## Aufbau der Organisation

### International

#### Zahlen und andere Daten zur Organisation

Weltweit existierende Sektionen von Amnesty International (2012)

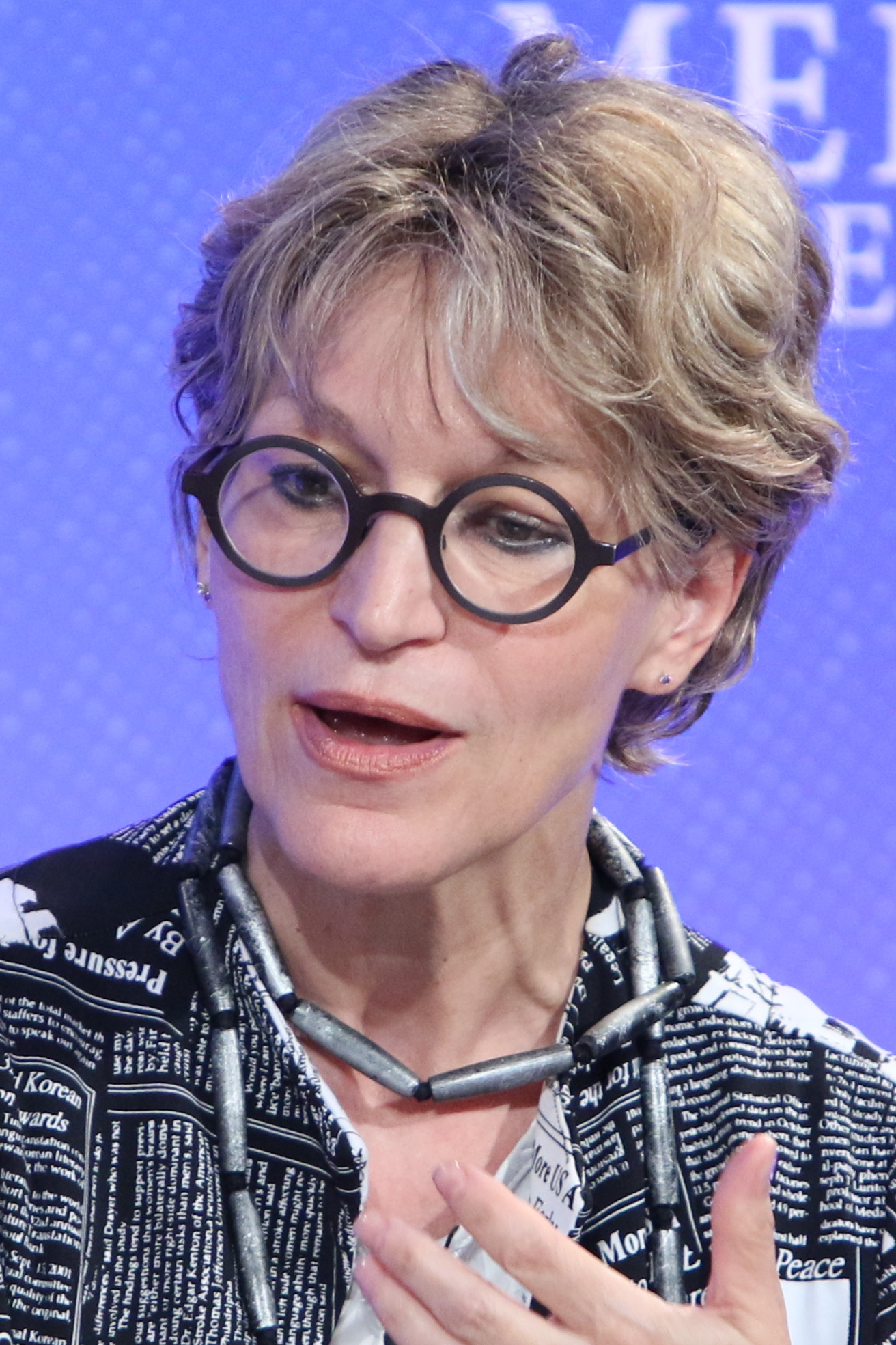
Die aktuelle Generalsekretärin Agnès Callamard (2019)

Amnesty International zählt nach eigenen Angaben mehr als zehn Millionen Mitglieder und Unterstützer. In über 70 Staaten gibt es Sektionen, die eine kontinuierliche Menschenrechtsarbeit garantieren. Die größeren Sektionen unterhalten in der Regel ein Sekretariat mit hauptamtlichen Mitarbeitern. Die Sektion koordiniert die Arbeit der Mitglieder und ist die Verbindungsstelle zwischen den Gruppen und dem Internationalen Sekretariat in London. Die Sektionen entsenden Vertreter in die Global Assembly (bis 2017 Internationale Ratstagung bzw. englisch International Council Meeting (ICM)), das oberste Gremium von Amnesty auf internationaler Ebene, das alle zwei Jahre zusammentritt. Die Global Assembly legt Strategie und Arbeitsweise von Amnesty fest und wählt den internationalen Vorstand, dem die Führung der laufenden Geschäfte der Organisation obliegt. Unter der Verantwortung des Internationalen Vorstandes steht auch das Internationale Sekretariat in London, an dessen Spitze der Internationale Generalsekretär steht. Von 2010 bis August 2018 war dies Salil Shetty, der aus Indien stammt. Er initiierte eine Veränderung der Organisation, indem die Präsenz in Ländern des globalen Südens durch Einrichtung von Büros und dort verankerte Recherchearbeit verstärkt wurde, während das Hauptquartier in London verkleinert wurde. Sein Nachfolger in den Jahren 2018 und 2019 war Kumi Naidoo aus Südafrika, vormaliger Direktor von Greenpeace. In Russland wurde Amnesty International im Mai 2025 als „unerwünschte ausländische Organisation“ verboten.

#### Generalsekretäre
| Name              | Amtszeit  |
| ----------------- | --------- |
| Peter Benenson    | 1961–1966 |
| Eric Baker        | 1966–1968 |
| Martin Ennals     | 1968–1980 |
| Thomas Hammarberg | 1980–1986 |
| Ian Martin        | 1986–1992 |
| Pierre Sané       | 1992–2001 |
| Irene Khan        | 2001–2010 |
| Salil Shetty      | 2010–2018 |
| Kumi Naidoo       | 2018–2019 |
| Julie Verhaar     | 2019–2021 |
| Agnès Callamard   | seit 2021 |

### Deutsche Sektion
Mitgliedschaft und Strukturen sind in der Satzung und einem Arbeitsrahmen geregelt. Mitglieder können sich einer Gruppe anschließen. Von Gruppen wird aktiver Einsatz durch gezielte Aktionen vor Ort, Briefeschreiben, Öffentlichkeitsarbeit und Spendeneinwerbung erwartet. Alle Mitglieder erhalten auch unabhängig von Gruppenaktivitäten Mitmachangebote. In Deutschland gibt es knapp 34.000 Mitglieder (Stand 2023), davon sind ca. 9000 in über 600 lokalen Gruppen aktiv, die in 43 Bezirke aufgeteilt sind. Daneben gibt es sogenannte Koordinationsgruppen, die die Arbeit zu einzelnen Ländern oder bestimmten Menschenrechtsthemen sektionsweit koordinieren. Etwa 160.000 Förderer unterstützen die Organisation durch regelmäßige Beiträge. Geleitet und nach außen vertreten wird die deutsche Sektion durch einen ehrenamtlichen Vorstand, der 2021 aus acht Mitgliedern besteht. Vorstandssprecher ist Wassily Nemitz. Laut Satzung wird der Verein „…durch zwei Mitglieder des geschäftsführenden Vorstands gemeinsam vertreten.“
1999 bezog Amnesty International Deutschland Räume im „Haus der Demokratie und Menschenrechte“ in der Greifswalder Straße in Berlin. 2012 gab das Sekretariat seinen Sitz in Bonn endgültig auf. Aus Platzgründen sind aber nur noch das Büro des Bezirks Berlin-Brandenburg sowie das Regionalbüro Ost im „Haus der Demokratie und Menschenrechte“ ansässig, das Sekretariat der Sektion befindet sich nun in der Sonnenallee. Darüber hinaus gibt es Regionalbüros in München (seit 2011) und in Düsseldorf (seit 2016), welche die Mitglieder im Süden bzw. Westen Deutschlands unterstützen.
Das Sekretariat erledigt administrative Aufgaben für die Mitglieder, macht Öffentlichkeitsarbeit und übernimmt Lobbyismusarbeit. Es beschäftigt über 60 Teil- und Vollzeitkräfte und wurde bis 2023 von Markus N. Beeko als Generalsekretär geleitet, der zum September 2016 Selmin Çalışkan abgelöst hatte. Seit November 2023 ist Julia Duchrow Generalsekretärin der deutschen Sektion.
Einmal jährlich findet über zweieinhalb Tage zu Pfingsten die Jahresversammlung der deutschen Sektion statt. Alle Mitglieder sind antrags- und stimmberechtigt, Gruppen haben zusätzliches Stimmrecht. Förderer haben kein Stimmrecht und können nicht teilnehmen. Die Jahresversammlung wählt den siebenköpfigen, ehrenamtlichen Vorstand und beschließt Schwerpunkte der inhaltlichen Arbeit der Sektion. Die Diskussionen sind vertraulich („intern“), nur auf Beschluss der Jahresversammlung können einzelne Beschlüsse öffentlich gemacht werden.
Die deutsche Sektion finanziert sich überwiegend aus Mitglieds- und Fördererbeiträgen und Spenden, zu einem geringeren Teil aus Erbschaften, Verkaufserlösen, Geldbußen und Sammlungen und – gemäß Satzung – überhaupt nicht aus staatlichen Zulagen. Seit etwa 2010 führt die Organisation „Direktdialoge“ in Städten durch, um Förderer zu gewinnen; teils werden Fremdfirmen dafür engagiert. Im Jahr 2023 wurden rund 29 Millionen Euro eingenommen. Davon wurden etwa 8 Millionen Euro an das internationale Sekretariat abgeführt. Zur Unterstützung der Arbeit von Amnesty International wurde im Mai 2003 die Stiftung Menschenrechte – Förderstiftung Amnesty International mit Sitz in Berlin gegründet. Jährlich erscheint der Amnesty International Annual Report, der die Menschenrechtslage in ca. 160 Ländern und Territorien beschreibt. Die deutsche Version erscheint jeweils einige Monate später im S. Fischer Verlag.

## Ziele und Arbeitsweise
Die Organisation recherchiert fortlaufend zur Menschenrechtssituation weltweit und führt Aktionen gegen spezifische Menschenrechtsverletzungen durch. Der Jahresbericht der Organisation (Amnesty International Report) enthält einen Überblick über die Lage der Menschenrechte in fast allen Ländern der Erde.
Die Organisation hat sich sieben Ziele unter dem Motto Gerechtigkeit globalisieren! gesetzt:
1. Aufbau von gegenseitigem Respekt und Kampf gegen Diskriminierung
2. Forderung nach Gerechtigkeit
3. Sicherstellung der körperlichen und geistigen Unversehrtheit aller Menschen
4. Schutz der Menschenrechte in bewaffneten Konflikten
5. Schutz der Rechte von Flüchtlingen, Asylsuchenden, Binnenflüchtlingen und Migranten
6. Schutz der Rechte von Frauen und Mädchen
7. Förderung der wirtschaftlichen, sozialen und kulturellen Rechte

Von 2005 bis 2009 lief die internationale Kampagne „Gewalt gegen Frauen verhindern“, die sich gegen die vielfältigen Formen von Gewalt gegen Frauen, sowohl staatlicherseits als auch im häuslichen Umfeld, wandte. Nach einer schwierigen und kontroversen internen Diskussion beschloss die internationale Ratstagung der Organisation 2007 in Morelos, Mexiko, eine begrenzte Position zum Schwangerschaftsabbruch. So soll die völlige Entkriminalisierung gefordert werden sowie Staaten aufgefordert werden, Abtreibung im Falle von Vergewaltigung, sexueller Nötigung, Inzest und bei schwerwiegender Gefahr für das Leben einer Frau zu legalisieren. Die Organisation bekräftigt, dass viele gesellschaftliche Faktoren und Zwänge zu ungewollten Schwangerschaften beitragen und damit auch zu der – weltweit jährlich in ca. 26 Millionen Fällen illegalen – Entscheidung der Frauen.
Im Mai 2016 nahm die Organisation, inklusiver aller ihrer Landesverbände, die Forderung auf, Prostitution zu legalisieren. Man setze sich für die Menschenrechte der Sexarbeiter ein, nicht für ein Recht auf käuflichen Sex. Der Entscheidung waren drei Jahre Sichtung von Forschungsberichten verschiedener Institutionen wie der WHO, UNAIDS und dem UN-Sonderberichterstatter für das Recht auf physische und mentale Gesundheit und ein Beschluss des Entscheidungsgremiums International Council Meeting vorausgegangen.
Zu den typischen Aktionsformen der Organisation zählen:
- Fallarbeit: Diese wird seit Gründung der Organisation betrieben und beinhaltet die langfristige Betreuung eines gewaltlosen politischen Gefangenen (prisoner of conscience) durch eine oder mehrere Amnesty-Gruppen, im Idealfall bis zu dessen Freilassung. Ein Grundsatz dabei war, dass Amnesty-Gruppen nicht zu Vorgängen im eigenen Land arbeiten.
- Urgent Actions (Eilaktionen): Diese wurden 1973 eingeführt, um auf drohende Menschenrechtsverletzungen schnell reagieren zu können. Dabei werden möglichst innerhalb von 48 Stunden Mitglieder und Unterstützer mobilisiert, um bei den verantwortlichen staatlichen Stellen zu appellieren. Im Jahr 2005 gab es 326 dieser Aktionen.
- Briefe gegen das Vergessen: Pro Monat werden drei Fälle aus verschiedenen Ländern vorgestellt, dabei geht es oft um Fälle des gewaltsamen staatlichen Verschwindenlassens von Menschen, Langzeitinhaftierungen oder Verurteilungen aufgrund unfairer Gerichtsverfahren.
- Öffentlichkeits- und Lobbyarbeit: Vielfältige Aktionen der Gruppen und die Arbeit des nationalen Sekretariats zielen darauf ab, das Bewusstsein für Menschenrechtsverletzungen in der Öffentlichkeit zu schärfen und Menschenrechtsverletzungen bekannt zu machen und so Unterstützung für die Anliegen zu gewinnen. Auf die Arbeit von Amnesty macht die jährlich vergebene Auszeichnung Botschafter des Gewissens aufmerksam.
- Menschenrechtsbildung: Aktionen in Schulen, öffentliche Vorträge etc. zur Verankerung von Wissen über die Menschenrechte.
- Online-Kampagnen: Mit e-collecting-Aktionen und Online-Petitionen nutzt Amnesty verstärkt das Internet als Protestmedium für ihre Kampagnenarbeit.

### Aktionen und Kampagnen
Die Organisation führt immer wieder große und kleine, internationale Themenkampagnen durch, die teilweise über mehrere Jahre angelegt sind.
Internationale größere Schwerpunkte waren in 2018/19:
- Mut braucht Schutz!
- 70 Jahre Allgemeine Erklärung der Menschenrechte

| Kolumbien: Umwelt schützen ohne Lebensgefahr | Russland: Angriffskrieg stoppen                          | Deutschland: Protect the Protest (dtsch: Schützt den Protest) |
| Iran: Stoppt die Gewalt                      | Amnesty International: Unsere Arbeit zu Israel/Palästina |                                                               |

Bis 2013, zum Abschluss des Vertrags über den Waffenhandel am 2. April 2013 war Amnesty an der Kampagne Control Arms beteiligt.
1988 gab es eine internationale Amnesty-Konzerttour unter dem Titel Human Rights Now!. Am 10. Dezember 2005 – dem Internationalen Tag der Menschenrechte – wurde ein neues Musikprojekt unter dem Titel Make Some Noise gestartet. Dabei veröffentlichten bekannte internationale Künstler, darunter The Black Eyed Peas, Serj Tankian und The Cure, Coverversionen von John-Lennon-Songs exklusiv auf der Website von Amnesty. Parallel zur Musik werden dort konkrete Kampagnen und Fälle vorgestellt.

### Botschafter des Gewissens
Seit 2003 verleiht Amnesty International den undotierten Preis Botschafter des Gewissens (englisch Ambassador of Conscience). Václav Havel war der erste Preisträger, 2019 ging der Preis an Greta Thunberg und Fridays for Future.

### Menschenrechtspreis
Die deutsche Sektion vergibt seit 1998 alle zwei Jahre den Amnesty International Menschenrechtspreis.
2016 wurde der Preis an den indischen Rechtsanwalt Henri Tiphagne vergeben.
2018 wurde der Preis an das Nadeem-Zentrum für die Rehabilitierung von Opfern von Gewalt und Folter in Kairo verliehen.

## Kritik

### Kritik am strategischen Vorgehen
Regierungen und nahestehende Kommentatoren, die von Amnesty International in ihren Berichten kritisch beurteilt werden, haben verschiedentlich Kritik an Amnesty geübt. So wurde Amnesty z. B. aus China, Russland und dem Kongo Einseitigkeit gegen nicht-westliche Länder bei seinen Beurteilungen vorgeworfen sowie, dass die Sicherheitsbedürfnisse (z. B. bei der Bekämpfung von Rebellen) nicht genügend beachtet würden. Umgekehrt wurde Amnesty z. B. nach der Kritik an der israelischen Politik im Gazastreifen vom American Jewish Congress angegriffen. Als im Mai 2005 ein Amnesty-Bericht den USA eine Spitzenstellung bei Menschenrechtsverletzungen zuwies (siehe hierzu: Gefangenenlager der Guantanamo Bay Naval Base), bezeichnete ein Pressesprecher des Weißen Hauses dies als lächerlich und behauptete, die Angaben entsprächen nicht den Tatsachen.
Neben Vorwürfen der Einseitigkeit gab es kritische Stimmen, die bemängelten, Amnesty sei zu sehr auf Öffentlichkeitsarbeit ausgerichtet. Im Jahr 2002 warf der Jura-Professor Francis Boyle (ehemaliges AI-Exekutivkomiteemitglied in den USA) Amnesty vor, an erster Stelle stünde die öffentliche Aufmerksamkeit (publicity), dann würden Spendengelder und Mitglieder angeworben, es fänden interne Machtkämpfe statt, und die Menschenrechte als Ziel kämen erst am Schluss.
Auf der internationalen Ratstagung in Dakar im August 2001 wurde eine Ausweitung des Mandats auf den Einsatz auch für wirtschaftliche, soziale und kulturelle Rechte beschlossen. Danach äußerten einige Mitglieder, AI verliere an Profil und dehne sein Betätigungsfeld zu sehr aus. AI könne zu einem „Menschenrechts-Gemischtwarenladen“ mutieren und an Glaubwürdigkeit verlieren. AI solle sich weiterhin auf bürgerliche und politische Rechte konzentrieren. Diese Bedenken wurden im Jahre 2010 in einem BBC-Beitrag zum 50. Geburtstag der Organisation aufgegriffen. Darin wurde behauptet, Amnesty International habe es bis dato nicht geschafft, eine nennenswerte Anzahl von Mitgliedern außerhalb von Europa, den Vereinigten Staaten, Kanada, Australien und Neuseeland zu gewinnen.
Im Jahr 2025 wurde Amnesty International in Russland zu einer unerwünschten Organisation erklärt.

### Kritik an einzelnen Punkten
- Amnesty International fiel vor dem Zweiten Golfkrieg (1990–1991) auf die Brutkastenlüge herein – die von einer US-amerikanischen PR-Firma fabrizierte Geschichte, irakische Truppen hätten Babys aus Brutkästen eines kuwaitischen Krankenhauses gerissen.[49]
- Amnesty wurde 2002 in einer Publikation des CovertAction Quarterly vorgeworfen, das Apartheid-System in Südafrika nie als Ganzes verurteilt zu haben.[44][50]
- Im April 2007 machte AI bekannt, von nun an für eine Entkriminalisierung des Schwangerschaftsabbruches in gewissen Grenzen sowie für ein Recht auf einen Schwangerschaftsabbruch im Falle von Vergewaltigung, Inzest oder schwerwiegender Gefahr für Gesundheit oder Leben der Mutter einzutreten. Der Kurienkardinal der römisch-katholischen Kirche, Renato Raffaele Martino, äußerte in einem Interview, Katholiken und kirchliche Organisationen sollten überlegen, ob sie AI weiter unterstützen könnten.[51] Amnesty International erwiderte darauf, sich nicht für ein universelles Recht auf Abtreibung einzusetzen, sondern für die Entkriminalisierung von Frauen in einer Notlage. In der Umsetzung dieser Politik bezeichnete AI im Jahre 2009 ein völliges Verbot des Schwangerschaftsabbruchs als Folter im Sinne der Anti-Folterkonvention.[52] 2018 beschloss Amnesty, dass Schwangerschaftsabbruch nicht nur entkriminalisiert sein müsse, sondern dass der Zugang zur Abtreibung legal sein müsse für Frauen, Mädchen und „Personen, die schwanger werden können“.[53] In diesem Kontext lobbyierte Amnesty auch gegen ein Recht auf Leben vor der Geburt, indem sie ein entsprechendes Schreiben an den UN-Menschenrechtsausschuss schickten und darin argumentierten, dass ein Recht auf Leben vor der Geburt nicht menschenrechtskompatibel sei.[54][55] („Amnesty International recommends that the General Comment makes clear that the right to life protection under the Covenant extends only after birth.“) Seit 2020 fordert Amnesty International den ungehinderten Zugang zu und das Recht auf legale Abtreibung für jede schwangere Person, die dies wünscht, unabhängig von den Gründen und bis zur Geburt. Weder geschlechtsselektive Abtreibungen seien zu verbieten, noch dürfe medizinisches Personal aus Gewissensgründen die Durchführung von Abtreibungen verweigern.[56]
- 2014 führte Amnesty International eine interne Konsultation dazu durch, ob die Prostitution und ihr Umfeld entkriminalisiert werden sollen. Die internen Dokumente gerieten an die Öffentlichkeit und lösten international eine heftige Debatte aus. In Deutschland kritisierte u. a. die feministische Zeitschrift Emma die Überlegungen, auch Bordelle und die Arbeitgeber von Prostitution zu entkriminalisieren.[57] Ein entsprechendes Dokument, das auf dem Treffen des Internationalen Rates der Menschenrechtsorganisation vom 7. bis 11. August 2015 in Dublin beschlossen wurde,[58][59] erregte erneut internationales Aufsehen.[60] Kritik an der Amnesty-Position zur Prostitution kommt u. a. aus katholischen und feministischen Kreisen, sowie von ehemaligen Prostituierten, wobei in diesem Zusammenhang auch die Bezeichnung „Menschenrechtsorganisation“ in Frage gestellt wird.[61][62][63]
- Anfang 2017 kritisierte Amnesty International die operativen Maßnahmen der Kölner Polizei zur Silvesternacht 2016/17 als rassistisch („Racial Profiling“), während die Polizei und die meisten Politiker solchen Vorwürfen widersprachen und die Verhinderung einer Wiederholung von gruppenweisen sexuellen Übergriffen wie Silvester 2015/16 lobten.[64][65][66]
- Im Mai 2019 gestand der Generalsekretär von Amnesty International, Kumi Naidoo, ein Loch im Budget der Organisation von bis zu 17 Millionen Pfund an fehlenden Spendergeldern bis Ende 2020 ein. Zur Bewältigung der Haushaltskrise kündigte Naidoo den Mitarbeitern an, dass der Hauptsitz der Organisation im Rahmen einer dringenden Umstrukturierung fast 100 Stellen gestrichen hätte.[67] Unite the Union, die größte Gewerkschaft Großbritanniens, erklärte, die Entlassungen seien eine direkte Folge „überhöhter Ausgaben der Führungsmannschaft der Organisation“ und seien „trotz eines Einkommensanstiegs“ erfolgt. Unite, die die Belegschaft vertritt, befürchtete, dass die Kürzungen am stärksten bei Mitarbeitern mit niedrigerem Einkommen vorgenommen würden. Darin hieß es, dass die 23 Spitzenverdiener von Amnesty International im vergangenen Jahr insgesamt 2,6 Millionen Pfund erhielten – im Durchschnitt somit 113.000 Pfund pro Jahr. Unite forderte eine Überprüfung, ob es notwendig ist, so viele Führungskräfte in der Organisation zu haben.[68] Kurze Zeit später entließ die Organisation fünf der sieben Mitglieder der Generaldirektion in London. Damit reagierte die Menschenrechtsorganisation nach eigenen Angaben auf einen Bericht über „toxische“ Arbeitsbedingungen. Der Bericht über die Arbeitsbedingungen wurde nach Häufung von Suiziden von Mitarbeitern in Genf und Paris im Jahr 2018 in Auftrag gegeben. Bei der Veröffentlichung im Januar attestierten externe Gutachter dem Unternehmen schließlich „Schwachstellen in der Organisationskultur und dem Management“. Mitarbeiter hätten über starken Druck und Stress geklagt und die Arbeitsbedingungen oft als „toxisch“ beschrieben. Daraufhin hatte Generalsekretär Naidoo Konsequenzen angekündigt.[69][70]
- Im Februar 2022 veröffentlichte Amnesty International einen Bericht, der zu dem Schluss kommt, dass Israel „das internationale Unrecht der Apartheid begangen habe.“[71] Diese Einschätzung stieß auf scharfen Protest. Israels Außenministerium wies die Kritik des Amnesty-Berichts zurück. „Der Bericht verfestigt und wiederholt Lügen, Ungereimtheiten und unbegründete Behauptungen, die von wohlbekannten, antiisraelischen Hassorganisationen stammen.“ Es gebe keine Vorwürfe dieser Art gegen Syrien, den Iran oder korrupte und mörderische Führungen in Afrika oder Lateinamerika.[72] Der Präsident des Zentralrates der Juden in Deutschland, Josef Schuster, bezeichnete die Veröffentlichung eines solchen Berichtes als fahrlässig, „weil er den ohnehin verbreiteten israelbezogenen Antisemitismus in Europa weiter schüren wird“.[73][74] Kritik kam auch von der Grünen-Politikerin Marlene Schönberger, der Bericht von Amnesty stelle wieder einmal unter Beweis: „Der Apartheidsvorwurf gegen Israel dekontextualisiert historische Tatsachen. Er dient dazu, den jüdischen Staat zu dämonisieren.“[75] Nachdem auch die deutsche Sektion von Amnesty International den Apartheid-Vergleich übernommen hatte, stieß das auf breite Kritik.[76] Michael Wolffsohn merkte dazu an: „Gäbe es in Israel Apartheid, wären Araber heute nicht bei Koalitionsbildungen Zünglein an der Waage, an der Regierung und als Richter am Obersten Gericht beteiligt.“[77] Die von Amnesty International vertretene Position wurde in einem Leitartikel des Guardian verteidigt.[78] Mehrere andere Menschenrechtsorganisationen waren in den letzten Jahren zu ähnlichen Ergebnissen gekommen[79] und auch im innerisraelischen Diskurs war der mögliche Vorwurf der Apartheid schon von einigen Politikern erhoben worden.[80] Der Psychologe Ahmad Mansour kritisierte den AI-Bericht und bezeichnete die Realität in Israel, Gaza und im Westjordanland als „viel komplexer, als die Verfasser dieses Berichts sich offenbar vorstellen können“.[81]
- Anfang August 2022 publizierte Amnesty einen Bericht über den russischen Überfall auf die Ukraine 2022, der zu dem Schluss kommt, eine „Taktik“ ukrainischer Militäreinheiten in der Umgebung von Zivilisten „verletzt humanitäres Völkerrecht und gefährdet Zivilisten, da sie zivile Objekte in militärische Ziele verwandelt“,[82] solches sei Amnesty in 19 Orten  so geschildert worden, die meist „kilometerweit von der Front entfernt“ und zu denen „brauchbare Alternativen verfügbar [waren], die nicht das Leben von Zivilisten gefährden würden“.[83]

- Ähnliches hatten bereits das Büro des Hohen Kommissars der Vereinten Nationen für Menschenrechte Ende Juni (für beide beteiligten Seiten) und die Washington Post Ende März (ohne das Vorliegen von Kriegsverbrechen als gesichert zu beschreiben) berichtet.
- Der Bericht wurde von der russischen Propaganda dankbar als Instrument aufgenommen, obschon ausgerechnet die Website von Amnesty in Russland gesperrt ist.
- Die Leiterin des ukrainischen Büros von Amnesty trat sofort zurück und erklärte, dass die Ukrainer „an der Erstellung dieses Berichts nicht beteiligt waren, dass Personen daran beteiligt waren, die das ukrainische Büro nicht kennt“, und dass die Bürokratie von Amnesty „keinen einzigen Einwand des ukrainischen Büros“ berücksichtigt habe.
- Die russische Investigativjournalistin Julija Latynina kritisierte den Bericht aufs Schärfste und nannte ihn Desinformation bis hin zur Lüge. Der Bericht schreibe suggestiv ein „Muster“ herbei, dies bei einer nicht repräsentativen Stichprobe. Hätte ein Journalist einen solchen verallgemeinernden Text abgeliefert, würde er gefeuert. Es genüge, die russischen Verlautbarungen zu lesen; nicht einmal Alexander Chodakowski beispielsweise behaupte, die Städte würden ausradiert, weil es dort ukrainische Truppen gab; genau das aber suggeriere der induktive Bericht von Amnesty. Der Versuch der Rechtfertigung durch die Generalsekretärin Agnès Callamard sei eine weitere Desinformation.
- Jene sagte: „Ukrainische und russische Medienmassen und Trolle: Sie alle greifen jetzt die Amnesty-Ermittlungen an. Das nennt man militärische Propaganda und Desinformation“ – obschon die russische Seite die (aus dem Zusammenhang gelösten) Sätze des Berichts zu seinem Vorteil nutzt – und fügte hinzu: „Das wird unsere Unparteilichkeit nicht beeinträchtigen und die Fakten nicht ändern.“
- Boyd van Dijk, der zur Entstehung der Genfer Konventionen publiziert hatte, twitterte ebenfalls Kritik an Amnesty; unfair sei es, relativ kleine („relatively marginal“) Verletzungen durch die Truppen der verteidigenden Ukraine mit massiven Verletzungen („grave breaches“) durch Russland zu vergleichen, welches angreift. Es sei auch besser, das IHL nicht als strikte Checkliste zu „framen“, so wie es der Amnesty Report tue. („The point being here is that it would be better both analytically as well as normatively to embrace the richness of IHL history, rather than framing it as a strict codebook with severe limitations for those fighting against aggression and/or genocide, as the @amnesty report does.“)
- Der UN-Ermittler Marc Garlasco twitterte, dass Amnesty das Gesetz nicht verstanden habe. „Die Ukraine kann Einheiten stationieren in Gebieten, die sie verteidigt – speziell in Städten“. Sie habe gleichwohl die „VERPFLICHTUNG“ (Sic!), Zivilisten zu schützen, wozu sie Schritte unternehme. Russland hingegen habe nun die offizielle Entschuldigung einer internationalen Organisation („While nothing has stopped Russia from hitting civilian areas, now they have an excuse“).
- Intern sei der Bericht als „zu vage“ kritisiert worden; drei Tage nach Veröffentlichung entschuldigte sich Amnesty für den „verursachten Schmerz“.
- Ein Editorial des Kyiv Independent erinnerte an die Menschen, die für Amnesty gespendet hatten, im Glauben, es würde alles für ukrainische Zivilisten tun – nun mache der Amnesty Bericht jede zivile Infrastruktur zur Zielscheibe („Instead, it has just put a target on all civilian infrastructure, endangering the lives of the millions of Ukrainians living with Russia’s war.“).
- Die Tageszeitung kommentierte, dass eine Organisation wie Amnesty in der Lage sein sollte, ihre Erkenntnisse so zu publizieren, dass sie nicht „Moskau eine Täter-Opfer-Umkehr ermöglichen“.
- Auch in Schweden gab es bei Amnesty einen Protest-Rücktritt des dortigen lokalen Mitbegründers Per Wästberg.

## Auszeichnungen
- 1976: Erasmuspreis
- 1977: Friedensnobelpreis
- 1984: Four Freedoms Award, in der Kategorie Meinungsfreiheit
- 1988: Hans-Böckler-Preis[95]
- 1998: Jaime-Brunet-Preis für Menschenrechte
- 2001: Orden der Freiheit (Portugal)
- 2025: Antonio-Feltrinelli-Preis (Italienische Sektion)

## Zeitschrift
- Amnesty International, Sektion der Bundesrepublik Deutschland: Amnesty Journal, ISSN 2199-4587